# Vụ sát hại Vương Gia Mai
Vụ sát hại Vương Gia Mai xảy ra ở Hồng Kông vào ngày 27 tháng 4 năm 2008. Nữ nạn nhân 17 tuổi Vương Gia Mai đã bị phân xác sau khi bị sát hại, một số phần thi thể của cô được trộn vào các quầy thịt ở chợ để bán. Vụ việc đã gây ra một chấn động lớn trong xã hội Hồng Kông.

## Nạn nhân
Vương Gia Mai (王嘉梅) sinh năm 1991 ở tỉnh Hồ Nam, Trung Quốc.  Năm 1994, mẹ cô tái hôn với một công dân Hồng Kông; năm 2005, Vương Gia Mai nhập cư vào Hồng Kông và sống ở Tòa nhà Ký Hòa (居和樓), làng Thái Hòa, Đại Bộ. Sau đó, Vương Gia Mai cãi nhau với cha dượng, cô không muốn mẹ phải dựa vào việc nhặt rác để kiếm sống nên đã tự ý bỏ học vào tháng 1 năm 2008 để tìm việc phụ giúp gia đình trong thời gian học cấp ba.
Em gái của Gia Mai nói rằng cô ấy có tính cách bướng bỉnh, có mối quan hệ không tốt với các bạn cùng lớp, nhưng cô ấy có nhiều bạn bên ngoài trường học và thích kết bạn trên mạng, cả với những người lớn tuổi.
Theo tin tức của tờ "Minh Báo" thì Gia Mai có khả năng tìm khách hàng để cung cấp dịch vụ tình dục dưới bí danh "KIMI" trên một diễn đàn thảo luận liên lạc và hỗ trợ trực tuyến vì vó khoản nợ 50.000HKD.
Vương Gia Mai biến mất vào ngày 27 tháng 4 năm 2008, và gia đình cô đã trình báo vào ngày 29 tháng 4.

## Tình tiết vụ án

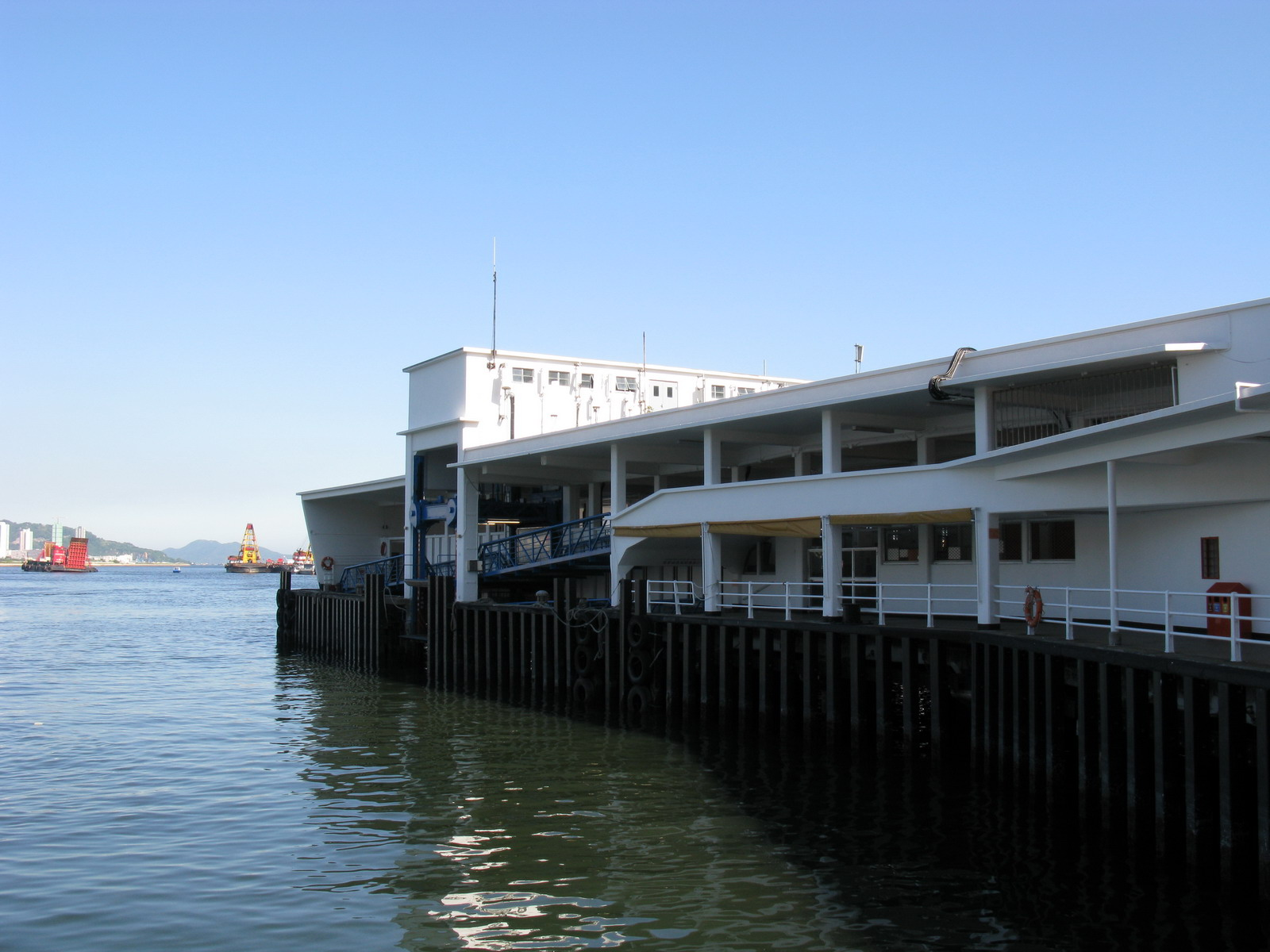
Bến tàu thành phố Cửu Long

Theo các nguồn tin của cảnh sát, họ biết được từ lịch sử điện thoại di động của Vương Gia Mai rằng cô ấy đã liên lạc lần cuối với một người đàn ông béo tên là Đinh Khải Thái, hắn sau đó đã thú nhận với cảnh sát rằng mình đã giết Gia Mai. Đinh Khải Thái nói rằng anh ta đã gặp Gia Mai trên internet và yêu cầu cô đến Phòng 2C, tòa nhà Renfa, số 39, đường Thạch Giáp Vĩ (石硤尾), Thâm Thủy Bộ để quan hệ tình dục vào ngày 27 tháng 4 năm 2008. Trong quá trình đó, Vương Gia Mai đã bị giết và phân xác. Kẻ sát nhân chặt thịt và xương, băm nhỏ thịt và nội tạng rồi xả chúng vào nhà vệ sinh; phần đầu và cơ thể được cho vào thùng xốp chèn gạch và ném xuống vùng biển gần bến tàu Cửu Long. Kẻ sát nhân ban đầu khai rằng hắn đi bộ từ căn hộ của mình trên đường Thạch Giáp Vĩ đến bến tàu thành phố Cửu Long để phi tang xác, nhưng vì hắn phải qua một hầm giao thông trên đường đi khiến cảnh sát nghi ngờ. Cuối cùng hắn thừa nhận đã bắt tuyến xe buýt Cửu Long 6C đến bến tàu thành phố Cửu Long để bỏ xác. Kẻ sát nhân thậm chí còn trộn tay chân và xương của người chết vào một quầy thịt trong trung tâm mua sắm Thạch Giáp Vĩ gần nhà, giả làm xương lợn, một phần trong số đó đã được bán cho một số khách hàng và chủ cửa hàng.
Cảnh sát sau đó đã tìm thấy DNA trùng khớp với người chết tại hiện trường vụ án.

## Tìm kiếm thi thể
Mặc dù kẻ giết người đã nhận tội, nhưng cần phải chứng minh rằng Vương Gia Mai đã chết để có thể truy tố thành công, và thi thể của cô ấy đã không được tìm thấy trong ngày nên vẫn chưa chắc chắn 100%. Bằng chứng thuận lợi nhất là tìm các bộ phận cơ thể của cô ấy.  Ngoài ra, các bằng chứng như vũ khí giết người, vết thương, cái chết và nguyên nhân cái chết cũng rất quan trọng để truy tố. Vì vậy, cảnh sát đã thu thập chứng cứ trên diện rộng  với hy vọng tìm thấy phần cơ thể của Gia Mai.
Vào trưa ngày 8 tháng 5 năm 2008, Đội điều tra khu vực Tây Cửu Long đã gọi các nhân viên của Sở dịch vụ Thoát nước đến các con hẻm, cống rãnh và hố ga của các đường Thạch Giáp Vĩ 37 đến 39 để tìm kiếm. Nhân viên của Sở Dịch vụ Thoát nước đã vớt chất thải và phù sa trong cống, sau khi lọc sơ bộ, cho "cặn bã" vào túi ni lông và mang đi, giao cho nhóm nhà hóa học của chính phủ để xác minh xem có thịt người hay không. Một bước đột phá lớn đã được thực hiện vào tối ngày 9 tháng 5. Hơn 20 mẩu thịt người nghi ngờ đã được tìm thấy trong bùn được đào lên từ miệng cống gần tòa nhà nơi xảy ra án mạng.
Bắt đầu từ ngày 9 tháng 5 năm 2008, đội đặc nhiệm đã tiến hành tìm kiếm dưới nước để tìm đầu và thân của Gia Mai ở vùng biển ngoài khơi thành phố Cửu Long, nhưng họ không tìm thấy.
Vào trưa ngày 10 tháng 5 năm 2008, các thám tử của Đội trọng án đã quay lại căn hộ trên phố Thạch Giáp Vĩ để điều tra, họ tháo bồn cầu trong nhà vệ sinh và lấy đi hai chiếc ghế da và hai tấm chắn phòng tắm. Căn phòng đã bị phá bỏ, các bức tường và ống dẫn phân cũng được dỡ bỏ để kiểm tra xem có phần thi hài nào của Gia Mai hay không.

## Phản ứng
Thông tin về vụ án phân xác gây hoang mang về nạn "ăn thịt người" ở Hồng Kong, các nhà hàng, quán chè lân cận và nhiều bà nội trợ lo lắng nấu nhầm xương người. Một số nhà tội phạm học chỉ ra rằng kẻ giết người bình tĩnh như "Đồ tể đêm mưa" Lâm Quá Vân (林過雲) vào thập niên 1980.
Ủy viên Cảnh sát lúc bấy giờ, Đặng Cảnh Thành (鄧竟成), chỉ ra rằng vụ việc rất nghiêm trọng và cảnh sát sẽ tích cực điều tra, hy vọng tìm thấy các phần thi thể của nạn nhân càng sớm càng tốt, đồng thời tiết lộ sẽ cân nhắc cử người đến trục vớt tại Bến tàu Cửu Long một lần nữa.

## Xét xử
Vụ án xét xử tại Tòa án tối cao vào ngày 27 tháng 7 năm 2009, bị cáo Đinh Khải Thái bị kết tội giết người. Thẩm phán Vi Nghị Chí (韋毅志)  chỉ ra rằng phương pháp phân xác người chết của bị cáo là hành vi man rợ, và tuyên án bị cáo tù chung thân theo luật.
Năm 2011, tại nhà tù Stanley, Đinh Khải Thái và ba tù nhân khác bị tình nghi tống tiền và làm bị thương một tù nhân mới.

## Trong văn hóa

### Điện ảnh
- Bộ phim Girl$ (囡囡) sản xuất năm 2010 có tình tiết tương tự vụ án.
- Vụ án này được dựng thành bộ phim Đạp huyết tầm mai (踏血寻梅) năm 2015, với các diễn viên Quách Phú Thành, Xuân Hạ, Bạch Chỉ. Bộ phim đoạt 7 giải Kim Tượng Giải thưởng Điện ảnh Hồng Kông lần thứ 35 cho Nam diễn viên chính, Nữ diễn viên chính, Nam diễn viên phụ, Nữ diễn viên phụ, Kịch bản, Quay phim và Diễn viên mới xuất sắc.